# Горна Бавария (херцогство)
Херцогство Горна Бавария (на немски: Herzogtum Oberbayern) е късно средновековно частично-херцогство на Вителсбахите.

## История
Създава се през 1255 г. при първото разделяне на Херцогство Бавария на Горна Бавария и Херцогство Долна Бавария до обединението през 1340 г. Бавария се дели за втори път през 1349 г. до смъртта на херцог Майнхард III през 1363 г.
След това преминава първо към Херцогство Бавария-Ландсхут и по-късно се разделя на Херцогство Бавария-Мюнхен и Херцогство Бавария-Инголщат.

## Списък на херцозите на Горна Бавария
| Име       | Управление | Произход         |
| --------- | --- | ---------------- |
| Лудвиг II | от 1253 херцог на Бавария и пфалцграф при Райн, 1255 – 1294 херцог на Горна Бавария                                                                     | син на Ото II    |
| Рудолф I  | 1294 – 1317 херцог на Горна Бавария и пфалцграф при Райн                                                                                                | син на Лудвиг II |
| Лудвиг IV | 1294/1301 – 1340 херцог на Горна Бавария, до 1329 пфалцграф при Райн, 1314/1328 – 1347 римски крал/кайзер, 1340 – 1347 херцог на Горна- и Долна Бавария | син на Лудвиг II |
| Лудвиг V  | 1323 – 1351 маркграф на Бранденбург, 1342 – 1361 граф на Тирол, 1347 – 1349 херцог на Бавария, 1349 – 1361 херцог на Горна Бавария                      | син на Лудвиг IV |
| Лудвиг VI | 1347 – 1349 херцог на Бавария, 1349 – 1351 херцог на Горна Бавария, 1351 – 1365 маркграф на Бранденбург                                                 | син на Лудвиг IV |
| Ото V     | 1347 – 1349 и 1373 – 1379 херцог на Бавария, 1349 – 1351 херцог на Горна Бавария, 1351/1365 – 1373 маркграф на Бранденбург                              | син на Лудвиг IV |
| Майнхард  | 1361 – 1363 херцог на Горна Бавария и граф на Тирол | син на Лудвиг V  |